# Dead Man’s Revenge
Dead Man’s Revenge (conocida en España como La venganza del hombre muerto) es una película del género wéstern de 1994, dirigida por Alan J. Levi, escrita por Jim Byrnes y David Chisholm, musicalizada por David Schwartz, en la fotografía estuvo John Beymer y los protagonistas son Bruce Dern, Michael Ironside y Vondie Curtis-Hall, entre otros. El filme fue realizado por Finnegan/Pinchuk Productions, MCA Television Entertainment (MTE) y USA Network, se estrenó el 15 de abril de 1994.

## Sinopsis
El resentido y rencoroso fugitivo Luck Hatcher, el digno exesclavo transformado en mercenario Jessup Bush y el ladino oficial adjunto de los Estados Unidos Bodine, se concentran en un pueblo chico para planear una complicada estafa, con el objetivo de poner ante la justicia al avaricioso y cruel especulador ferroviario Payton McCay.